# الأبواق والتوت البري
الأبواق والتوت البري (بالإيطالية: Clacson, trombette e pernacchi) هي مسرحية ساخرة كتبها داريو فو عام 1981 الحاصل على جائزة نوبل في الأدب سنة1997،قامت بترجمتها للعربية ترجمة : سامية دياب ومراجعة شيرين أبو النجا وصدرت الطبعة الأولى سنة 2013 عن المجلس الوطني للثقافة والفنون والآداب ضمن سلسلة من المسرح العالمي عدد يناير 363. مستلهَمة من حدث سياسي حقيقي هزّ إيطاليا أواخر السبعينيات، وهو اختطاف رئيس الوزراء الإيطالي ألدو مورو ومقتله على يد منظمة الألوية الحمراء. تسائل المسرحية، عبر مفارقة ذكية وسخرية حادة، عن طبيعة رد فعل الدولة الإيطالية لو كان المختطَف أحد رموز المال والاقتصاد لا السياسة، مثل جياني أنييلي، مالك شركة فيات.

## الخلفية
عُرف داريو فو بأسلوبه الساخر اللاذع ونقده الجريء للسلطة والمال والدين. وقد وصف نفسه عند استلام جائزة نوبل بأنه "مهرج من قبيلة من المهرجين يشهّرون بالناس ويشتمونهم". ينتمي فو فكريًا إلى اليسار الراديكالي، وظل طيلة حياته ملتزما بقضايا التحرر والعدالة الاجتماعية.

## الملخص
تبدأ المسرحية في مستشفى حيث تُستدعى روزا للتعرف على جثة زوجها أنطونيو الذي تعرض لحادث، إلا أن الأمر يتضح لاحقًا أنه تم إعادة بناء وجه رجل آخر بناء على ملامح أنطونيو بعد أن أُلبِس سترته — هذا الرجل هو جياني أنييلي نفسه، الذي نجا من محاولة اغتيال وأُدخل المستشفى عن طريق الخطأ.ومع تصاعد الأحداث، يظهر أن أنطونيو لا يزال حيًا، وهو عامل شيوعي بسيط في شركة فيات. ونتيجة الخلط، يعيش أنييلي بهوية عامل بسيط ويتعرف على معاناة الطبقة العاملة التي طالما استغلّها، بينما تعتقد الدولة أن العامل الشيوعي المجهول هو في الحقيقة "الرأسمالي الكبير".تتطور المسرحية لتصل إلى ذروتها حين يبدأ أنييلي (في شخصية العامل) في إرسال رسائل إلى الحكومة، مطالبًا بتبادل الأسرى كما فعل ألدو مورو، لكن هذه المرة تستجيب الدولة وتقبل مبادلته، رغم أن مطالبه كانت أكثر تطرفًا من مطالب منظمة الألوية الحمراء!
تعالج المسرحية العلاقة المعقدة بين المال والسلطة، وتطرح سؤالًا مركزيًا: هل تعامل الدولة كل المختطفين بالمنطق نفسه؟ أم أن للمكانة الطبقية والاقتصادية أثرًا حاسمًا؟ يستند فو إلى خلفية ماركسية صريحة، وتستشهد المسرحية مرارًا بكتاب رأس المال لكارل ماركس، كما تنتهي بإيماءة رمزية حين يقول أنييلي لضابط: "أنا خلقتك"، في إشارة إلى لوحة مايكل أنجلو "خلق الإنسان" ودور رأس المال في خلق السلطة.

## الشخصيات
- أنطونيو بيراردي / جياني أنييلي – (يؤديها عادة ممثل واحد): العامل الشيوعي والإمبراطور الرأسمالي.
- روزا بيراردي – زوجة أنطونيو.
- لوتشينا – عشيقة أنطونيو.
- رئيس جهاز الأمن السري "فيليني"
- المحقق
- الطبيب
- الشرطي
- رجل مع ثلاجة
- عملاء سريون / ممرضون
- التمثال

## اللغة والأسلوب
يستخدم داريو فو في المسرحية لغة شعبية غنية بالتهكم والسخرية السوداء، مع قدرة عالية على خلق المفارقات السياسية والاجتماعية من خلال كوميديا الموقف وتحوّلات الهوية الطبقية. تغلب على النص الكوميديا الفارسية، لكن خلفها تقبع أسئلة وجودية وسياسية حادة، حول وظيفة الفن، العدالة الاجتماعية، وازدواجية الدولة.

## الاستقبال والترجمة
كما نُقلت المسرحية إلى الإنجليزية بترجمتين معتمدتين:
- Trumpets and Raspberries – ترجمة إد إيمري
- About Face – ترجمة رون جنكنز[5]

وقد مُنعت نسخة كردية من المسرحية في تركيا لاعتبارها مؤيدة لحزب العمال الكردستاني.